# Wawrzyniec Żuławski
Jerzy Wawrzyniec Żuławski (první křestní jméno neužíval; 14. února 1916, Zakopane, Polsko – 18. srpna 1957, masiv Mont Blancu v Alpách) byl polský horolezec, publicista, záchranář. Byl synem publicisty Jerzyho Żuławského. Provedl desítky prvovýstupů ve Vysokých Tatrách.

## Život
Wawrzyniec Żuławski byl povoláním muzikolog a skladatel, profesor Vyšší hudební školy (polsky Wyższa Szkola Muzyczna) v Lodži a ve Varšavě. S horolezectvím začal jako 16letý. Zprvu se svým bratrem Juliem uskutečnili neúspěšný výstup na tatranskou horu Hrubá veža. V roce 1934 s bratry Markem a Juliem a bratrancem Jackem vylezl severozápadní stěnou na Žabí Mních – horu, která byla dlouho považována za téměř nedostupnou. V roce 1935 měl na svém kontě 28 prvovýstupů a variant. Díky tomu se ocitl ve společnosti nejlepších polských horolezců. Začal lézt s Janem Staszlem, Zbigniewem Korosadowiczem, bratry Stefanem a Tadeuszem Bernadzikiewiczovými a mnoha jinými. S nimi zdolal mnoho velmi obtížných stěny novými i staršími cestami. Mezi jinými lze uvést výstup severovýchodním pilířem na Veľký Mengusovský štít a severní stěnou na Malý Mlynár. Hodnotné zimní prvovýstupy uskutečnil na severovýchodní stěně Čubriny, z Černé javorové doliny na Ľadový štít a mnohé jiné.
V letech 1936–1938 se zúčastnil výprav do Alp. Během druhé světové války se objevil v Tatrách až v roce 1943. Vystoupal po pěti nových cestách a jejich variantách. Nejhodnotnějším výstupem bylo první přelezení prostředkem severozápadní stěny Galerie Ganku. Zúčastnil se Varšavském povstání. Po jeho potlačení byl v německém zajetí.
V roce 1947 byl vedoucím horolezecké výpravy do Alp. V roce 1948 se vrátil do Vysokých Tater. Zde zdolal pět nových cest na Veľký Žabí štít severní stěnou, Prostřední Mengusovský štít severovýchodní stěnou, prostředním pilířem a mnohé jiné. Během působení ve Vysokých Tatrách zdolal 85 nových cest, z nich 18 v zimě a uskutečnil také tři sólovýstupy.
V letech 1956 a 1957 byl vedoucím výpravy polských horolezců do Alp. Dne 18. srpna 1957, během záchranné akce a pátrání po nezvěstném polském horolezci Stanisławu Gronském a dvou jugoslávských lezcích v masivu Mont Blancu jej strhla lavina do ledovcové trhliny, kde zůstal navždy zasypán. Jeho památka byla uctěna třemi pamětními deskami na hřbitově v Chamonix, na symbolickém hřbitově ve Vysokých Tatrách a ve Varšavě na domě, kde bydlel. V Zakopaném je po něm pojmenován dům (Pracy Tworczej ZAIKSu i.m. W.Żuławského).

## Publicistika a hudba

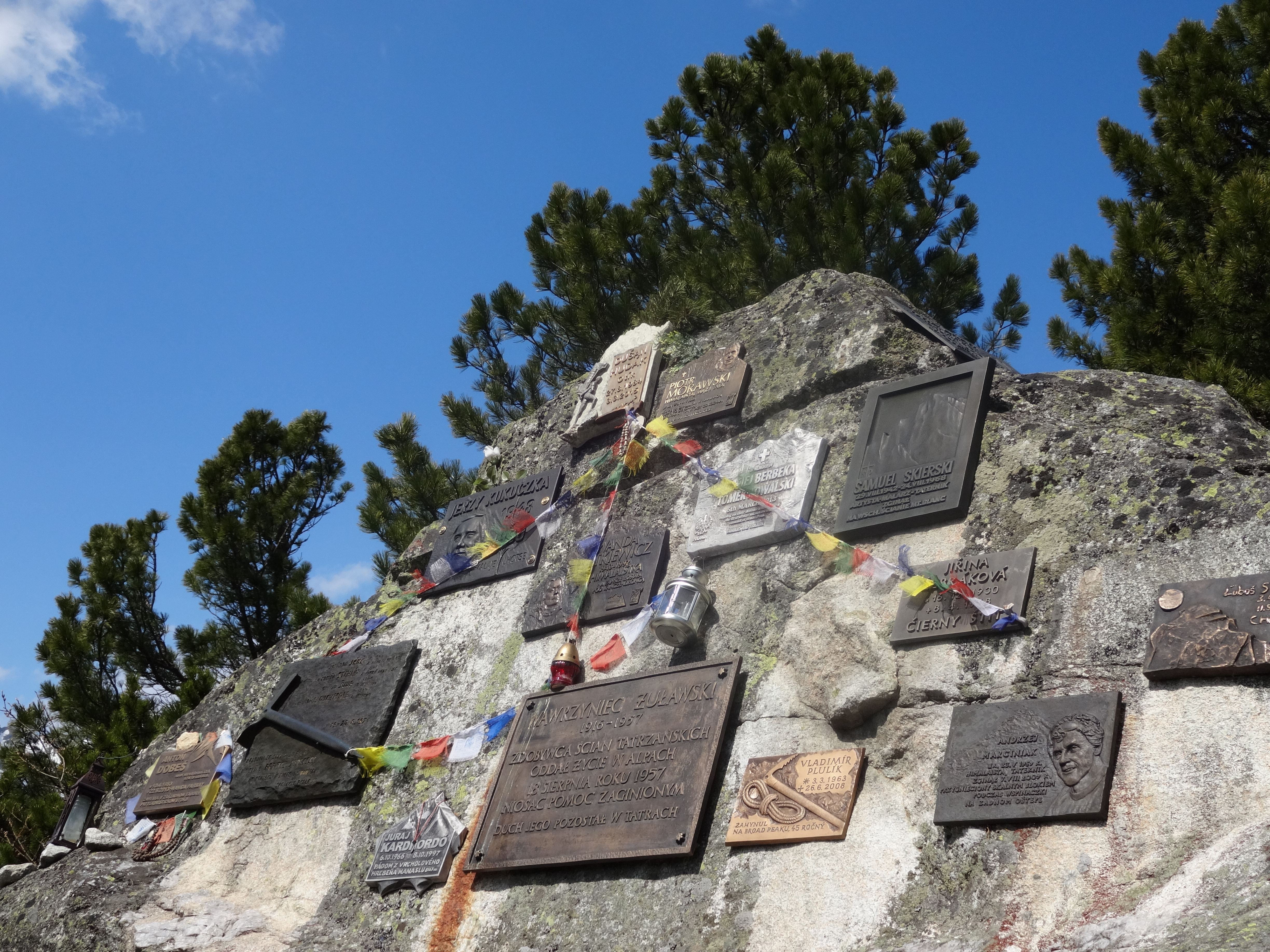
Pamětní desky na Symbolickém hřbitově, ve spodní řadě uprostřed deska věnovaná Wawrzyńci Żuławskému

Żuławski byl publicistou. O svých zážitcích v horách napsal řadu článků, které byly publikovány v mnoha časopisech. Vydal několik knížek o horolezectví, záchraně v horách, které patří do klasické horské literatury.
Mezi jinými:
- Niebieski krzyż
- Sygnały ze skalnych ścian
- Tragedie tatrzańskie

Po jeho smrti byla vydána souborná díla
- Trylogia Tatrzańska (Sklep Podróżnika 2012, ISBN 978-83-7136-085-5)
- Wspinaczce w Alpach poświęcone są Wędrówki alpejskie (Sklep Podróżnika 2012, ISBN 978-83-7136-089-3)

V mnoha svých autorských hudebních skladbách se věnoval horské tematice.
- Kwintet fortepianowy
- Wierchowe nuty
- Pójdziemy w góry, w góry, przyjacielu
- Cztery kolędy polskie, 1947

## Organizátorská činnost
Żuławski se ve velké míře podílel na vývoji polského horolezectví. Od roku 1935 byl ve varšavské pobočce členem řídícího Kola Wysokogórskiego Polského turisticko-vlastivědného spolku (Polskie Towarzystwo Turystyczno-Krajoznawcze). Půl roku před vypuknutím druhé světové války byl zvolen jeho prezidentem. Tuto funkci zastával znovu v letech 1949 až 1951. V letech 1954–1956 působil jako předseda jeho horolezecké sekce. Od roku 1956 byl znovu aktivní ve „Vysokohorském klubu“ (Klub Wysokogórski).